# Nagy-Széna-hegy
Nagy-Széna-hegy är en kulle i Ungern.   Den ligger i provinsen Fejér, i den västra delen av landet, 40 km väster om huvudstaden Budapest. Toppen på Nagy-Széna-hegy är 420 meter över havet. Nagy-Széna-hegy ingår i Vértes.
Terrängen runt Nagy-Széna-hegy är kuperad åt nordväst, men åt sydost är den platt. Runt Nagy-Széna-hegy är det ganska tätbefolkat, med 54 invånare per kvadratkilometer. Närmaste större samhälle är Tatabánya, 13,1 km norr om Nagy-Széna-hegy. Trakten runt Nagy-Széna-hegy består till största delen av jordbruksmark.